# Coupe Memorial 1986
Navigation
Édition précédente Édition suivante
L'édition 1986 de la coupe Memorial est présenté du 10 au 17 mai 1986 à Portland, Oregon. Elle regroupe les champions de chacune des divisions de la Ligue canadienne de hockey, soit la Ligue de hockey junior majeur du Québec (LHJMQ), la Ligue de hockey de l'Ontario (LHO) et la Ligue de hockey de l'Ouest (LHOu)

## Équipes participantes
- Les Olympiques de Hull représentent la Ligue de hockey junior majeur du Québec.
- Les Platers de Guelph représentent la Ligue de hockey de l'Ontario.
- Les Blazers de Kamloops représentent la Ligue de hockey de l'Ouest.
- Les Winter Hawks de Portland de la LHOu représentent l'équipe hôte.

## Classement de la ronde préliminaire
| Équipe                    | PJ | V | D | BP | BC | Pts |
| ------------------------- | -- | - | - | -- | -- | --- |
| Platers de Guelph         | 3  | 2 | 1 | 12 | 10 | 4   |
| Olympiques de Hull        | 3  | 2 | 1 | 13 | 12 | 4   |
| Blazers de Kamloops¹      | 3  | 1 | 2 | 13 | 15 | 2   |
| Winter Hawks de Portland¹ | 3  | 1 | 2 | 16 | 17 | 2   |

¹ Une rencontre de bris d'égalité fut disputé entre les Blazers de Kamloops et les Winter Hawks de Portland afin de déterminer le détenteur de la troisième position. Kamloops remporta cette rencontre par la marque de 8 à 1.

## Résultats

### Résultats du tournoi à la ronde
Voici les résultats du tournoi à la ronde pour l'édition 1986 :

## Effectifs
Voici la liste des joueurs des Platers de Guelph, équipe championne du tournoi 1986 :
- Entraîneur : Jacques Martin
- Gardiens : Steve Guénette et Andy Helmuth.
- Défenseurs : Steve Chiasson, Brian Hayton, Kerry Huffman, Denis Larocque, Bill Loshaw, Al MacIsaac, Luc Sabourin et Marc Tournier.
- Attaquants : Rob Arabski, Paul Brydges, Luciano Fagioli, Rob Graham, Paul Kelly, Lonnie Loach, Jamie McKinley, John McIntyre, Keith Miller, Mike Murray, Tom Nickolau et Gary Roberts.

## Honneurs individuels
- Trophée Stafford-Smythe (meilleur joueur) : Steve Chiasson (Platers de Guelph)
- Trophée George-Parsons (meilleur esprit sportif) : Kerry Huffman (Platers de Guelph)
- Trophée Hap-Emms (meilleur gardien) : Steve Guénette (Platers de Guelph)

Équipe d'étoiles :
- Gardien : Steve Guénette (Platers de Guelph)
- Défenseurs : Steve Chiasson (Platers de Guelph) et Ron Shudra (Blazers de Kamloops)
- Centre : Guy Rouleau (Olympiques de Hull)
- Ailier gauche : Luc Robitaille (Olympiques de Hull)
- Ailier droit : Bob Foglietta (Winter Hawks de Portland)